# Jacek Bursztynowicz
Jacek Bursztynowicz (ur. 28 lipca 1952 w Warszawie) – polski aktor teatralny, filmowy i dubbingowy.

## Życiorys
W 1975 roku został absolwentem PWST w Warszawie.
Od 1976 roku jest aktorem Teatru Współczesnego w Warszawie. Mąż aktorki Barbary Bursztynowicz.

## Filmografia
- 2008: Prymas Hlond – wiceprezydent Siedlec
- 2008: Stygmatyczka (Scena Faktu Teatru Telewizji) – felczer
- 2007: Mój dziadek – fryzjer
- 2003-2006: Na Wspólnej – prezes
- 2003-2005: Defekt (I seria)
- 2002-2006: Samo życie – Lipień, prezes „Benzopolu”
- 2001: Zostać miss – senator Zdzisław Mauer
- 2001: Inferno
- 1995: Tabatière de l'empereur, La
- 1993: Nowe przygody Arsena Lupin
- 1989: Opowieść o „Dziadach” Adama Mickiewicza. Lawa – ksiądz Lwowicz w „Scenie Więziennej”
- 1988: Biesy – spiskowiec
- 1988: Zakole
- 1985: Temida, odc. „Sprawa hrabiego Rottera”
- 1985: Tanie pieniądzie – kierowca
- 1984: 111 dni letargu
- 1983: Wierna rzeka – okularnik; nie występuje w czołówce
- 1983: Niedzielne igraszki – UB-ek
- 1981: Wierne blizny – porucznik Wachowiak, oficer śledczy
- 1980: Nic nie stoi na przeszkodzie – praktykant
- 1980: Miś
- 1979: Klincz – Pastuszek
- 1976: Polskie drogi, odc. 7 „Lekcja poloneza”

### Gościnnie
- 2023: Korona królów Jagiellonowie - antypapież Jan XXIII ( odc. 98)
- 2021: Blondynka - marszałek województwa Artur Kwiatkowski (odc. 109)
- 2015: Ranczo – szef partii (odc. 108 i 117)
- 2013: Ojciec Mateusz – mecenas Rozwenc (odc.113)
- 2012: Prawo Agaty – sędzia (odc. 28)
- 2011: Usta usta – rzeczoznawca Zdzisław Struś (odc. 31)
- 2009: Plebania w odcinkach 1358, 1359, 1360 – producent
- 2009: Naznaczony w odcinku 13 – ordynator
- 2008: Niania w odcinku 106 – pan Drzewiecki
- 2008: Kryminalni, w odcinkach ostatniej serii jako biznesmen Krawczyk szef Marka Brodeckiego
- 2007: Pitbull – pułkownik (odc. 14)
- 2006: Fałszerze – powrót Sfory jako szef domu maklerskiego
- 2005: M jak miłość – w odcinkach 142, 147, 319 – ojciec Stefana
- 2004-2006: Pensjonat pod Różą – doktor Garlicki
- 2003: Kasia i Tomek – seria III, odcinek 30 – minister Jan Boruta
- 2000: Na dobre i na złe – w 33. odcinku „Gra pozorów” – Kozłowski, mąż Marii
- 1997-2006: Klan – dyrektor „High Lifu” / Kuba, internetowy partner Olki

## Dubbing
- 2018: The Quake: Trzęsienie ziemi – profesor
- 2018: Zabójcze maszyny
- 2018: Historie z dreszczykiem – pan Herabius (6)
- 2018: Scooby-Doo! spotyka ducha łasucha – Henry Metcalf
- 2018: Rozczarowani – Malfus
- 2018: Jurassic World: Upadłe królestwo – Benjamin Lockwood
- 2017: Thor: Ragnarok – aktor grający Odyna
- 2017: Kobieta lew – doktor Stroem
- 2017: Castlevania – arcybiskup
- 2017: Maggie i Bianca: Fashion Friends – dyrektor Maffei
- 2017: Logan: Wolverine – Clyde/stary lekarz
- 2016: Fantastyczne zwierzęta i jak je znaleźć – Gilbert Bingley
- 2016: Tom i Jerry: Powrót do Krainy Oz – Butch
- 2016: Oktonauci –
  - śluzica (26),
  - pajęczy krab pacyficzny (45)
- 2015: Heroes of the Storm – Genn Szarogrzywy/Worgen
- 2014: Paddington
- 2014: Tom i Jerry Show – Butch
- 2013: Sam i Cat
- 2013: Babar i przygody Badou – lord Rataxes
- 2012: Sylwester i Tweety na tropie (nowy dubbing) – Hektor
- 2012: Całkiem nowe przygody Toma i Jerry’ego – kot Butch
- 2011: Tom i Jerry: Czarnoksiężnik z krainy Oz
- 2010: Smerfy (seria VII) – Niski Żabol
- 2010: Tom i Jerry i Sherlock Holmes – Butch
- 2009: Kiddo – superciężarówka
- 2008: Lato Muminków – Paszczak
- 2007: Sushi Pack – Fugu
- 2006: Kacper: Szkoła postrachu
- 2006: Finley, wóz strażacki – Spług
- 2005: Amerykański smok Jake Long – Fu Hau
- 2005: Transformerzy: Cybertron – Mudflap
- 2005: Gwiezdne wojny: część III – Zemsta Sithów – Ki-Adi-Mundi
- 2004: Lilli czarodziejka – Hektor
- 2004: Atomowa Betty –
  - Maksimus Senior,
  - doktor Baloo-Baloop,
  - Mikołaj
- 2003: Liga najgłupszych dżentelmenów
- 2003: Opowieść o Zbawicielu – ślepiec
- 2002-2007: Kim Kolwiek –
  - Sensei (serie 1-3),
  - wojownik sumo z filmu
- 2002-2003: Ozzy i Drix
- 2002: Król Maciuś Pierwszy
- 2001-2008: Café Myszka –
  - wściekły policjant,
  - Zeke, kuzyn Pete’a
- 2001-2007: Mroczne przygody Billy’ego i Mandy –
  - policjant (odc. Uciekające spodnie),
  - F (odc. Kosa 2.0),
  - pilot (odc. Balonowy Billy),
  - Mikey Munchle (odc. Biorące drzewo)
- 2001-2003: Aparatka
- 2000-2006: Słowami Ginger –
  - dyrektor Milty (odc. 1-15),
  - pan Celia (odc. 1-15)
- 2000-2002: Owca w Wielkim Mieście – generał Konkretny
- 2000: Goofy w college’u
- 1999-2002: Chojrak – tchórzliwy pies – kapitan Rekin
- 1998: Przygody Kuby Guzika – Akrapuk
- 1998: Walter Melon
- 1998: Papirus
- 1997-2004: Johnny Bravo
- 1996-2004: Hej Arnold! – Bob
- 1996-1997: Walter Melon
- 1995: The Adventures of Mole – Ropuch
- 1994: Patrol Jin Jina
- 1993-1998: Animaniacy – strażnik Ralph, nagminnie ścigający rodzeństwo Warnerów
- 1993-1997: Wesoły świat Richarda Scarry’ego
- 1992: Wyspa Niedźwiedzi – Bob
- 1992: Batman – Harvey Bullock (odc. 1-56)
- 1991: Rover Dangerfield
- 1990-1994: Super Baloo –
  - Ptysiek Pudelson, gangster,
  - sprzedawca świń (Rebeka kupiła w celu poszukiwania trufli),
  - dowódca żołnierzy obsługujących działa antypirackie,
  - szop, członek gangu Grzmota,
  - uczestnik konkursu lotniczego, który sabotowała Szalona Edi,
  - właściciel sklepu spożywczego, do którego przypadkiem dostarczono tajny silnik odrzutowy
- 1990-1993: Szczenięce lata Toma i Jerry’ego – Spike
- 1990-1992: Widget – szeryf w książce o Robin Hoodzie (odc. 51.).
- 1989-1992: Chip i Dale: Brygada RR – Kirby, jeden z duetu policjantów
- 1987-1990: Kacze opowieści (nowa wersja dubbingu) –
  - oficer Donalda, który dał mu przepustkę na ląd (3),
  - kapitan Księżycowej Mewy, statku, na którym mieszkał Farcik (56),
  - admirał Grimmitz (3, 51),
  - policjant (32),
  - policjant (38),
  - Cień Magiki De Czar (20)
- 1987: Starcom: kosmiczne siły zbrojne Stanów Zjednoczonych – płk John „Smyk” Griffin
- 1987: Diplodo – Zaudarianin II
- 1985-1991: Gumisie – Grafi
- 1983: Kaczor Daffy: Fantastyczna Wyspa
- 1981-1990: Smerfy – Nat (w sezonie 9 i połowie sez. 7), Architekt (4 i 9 sezon)
- 1981-1982: Heathcliff i Marmaduke
- 1981: Królik Bugs: Rycerski rycerz Bugs
- 1977-1980: Kapitan Grotman i Aniołkolatki
- 1976-1978: Scooby Doo
- 1966: Człowiek zwany Flintstonem
- 1940-1967: Tom i Jerry – pies Spike
- Benjamin Blumchen – detektyw wynajęty do poszukiwań zaginionej małej pandy